# Joe Penny

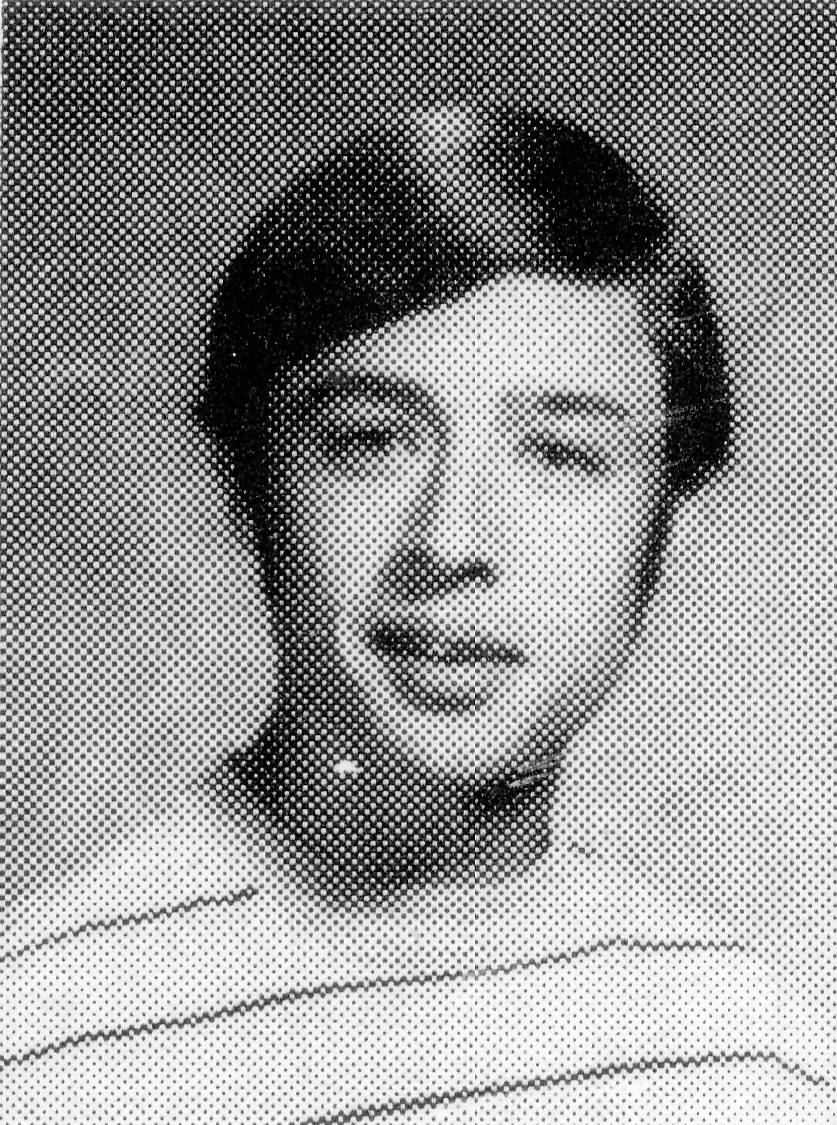
Jeugdfoto van Joe Penny uit 1972

Joseph Edward Penny jr. (Londen, 24 juni 1956) is een Brits acteur.

## Levensloop
Penny is de zoon van een Amerikaanse vader en een Italiaanse moeder. Hoewel hij werd geboren in Engeland, groeide hij op in Georgia in het geboorteland van zijn vader. Hij is sinds 2004 gehuwd.
Hij speelde onder meer Jake Styles in 104 afleveringen van de Amerikaanse televisieserie Jake and the Fatman (1987-1992) en Nick Ryder in 56 afleveringen van Riptide (1984-1986). Ook speelt hij samen met Lea Thompson de hoofdrol in een reeks televisiefilms onder de noemer Jane Doe. In 1978 was Penny voor het eerst te zien op het witte doek, in de film Our Winning Season.

## Filmografie
- The Hardy Boys/Nancy Drew Mysteries (televisieserie) – Brandon (afl. The Mystery of Pirate's Cove, 1977)
- Delta County, U.S.A. (televisiefilm, 1977) – Joe Ed
- CHiPs (televisieserie) – Brent Delaney (afl. Flashback!, 1978)
- Forever Fernwood (televisieserie) – Sal DiVito (1977-1978)
- Death Moon (televisiefilm, 1978) – Rick Bladen
- Our Winning Season (1978) – Dean Berger
- Mother, Juggs & Speed (televisiefilm, 1978) – Speed
- The Girls in the Office (televisiefilm, 1979) – Beau Galloway
- Samurai (televisiefilm, 1979) – Lee Cantrell
- Lou Grant (televisieserie) – Mike Tynan (afl. Cop, 1979)
- Lifepod (1980) – Simmons
- Paris (televisieserie) – Rol onbekend (afl. Fitz's Boys, 1980)
- The Gossip Columnist (televisiefilm, 1980) – Paul Cameron
- Flamingo Road (televisieserie) – Nick Walker (afl. The Hostages: Part 1 & 2)
- Vega$ (televisieserie) – Nickie Andreas (afl. The Andreas Addiction, 1981)
- The Gangster Chronicles (miniserie, 1981) – Benjamin 'Bugsy' Siegel
- Bloody Birthday (1981) – Mr. Harding
- S.O.B. (1981) – Officer Buchwald
- Tucker's Witch (televisieserie) – Justin St. Peter (afl. Dye Job, 1983)
- Archie Bunker's Place (televisieserie) – Rick Baxter (afl. I'm Torn Here, 1983)
- Savage in the Orient (televisiefilm, 1983) – Rol onbekend
- Lottery! (televisieserie) – Rol onbekend (afl. Denver: Following Through, 1983)
- Matt Houston (televisieserie) – Eric Jason (afl. The Centerfold Murders, 1983)
- T.J. Hooker (televisieserie) – Miles Dickson (afl. The Cheerleader Murder, 1983)
- Matlock (televisieserie) – Paul Baron (afl. The Don: Part 1 & 2, 1986)
- Riptide (televisieserie) – Nick Ryder (1984-1986)
- Perry Mason: The Case of the Shooting Star (televisiefilm, 1986) – Robert McCay
- The New Twilight Zone (televisieserie) – Ricky Frost (afl. The Convict's Piano, 1986)
- Blood Vows: The Story of a Mafia Wife (televisiefilm, 1987) – Edward Moran
- Roses Are for the Rich (televisiefilm, 1987) – Lloyd Murphy
- Jake and the Fatman (televisiefilm, 1987) – Jake Styles
- A Whisper Kills (televisiefilm, 1988) – Dan Walker
- The Operation (televisiefilm, 1990) – Dr. Ed Betters
- Jake and the Fatman (televisieserie) – Jake Styles (1987-1992)
- The Danger of Love: The Carolyn Warmus Story (televisiefilm, 1992) – Michael Carlin
- Terror in the Night (televisiefilm, 1994) – Lonnie
- The Disappearance of Vonnie (televisiefilm, 1994) – Ron Rickman
- Young at Heart (televisiefilm, 1995) – Mike
- Touched by an Angel (televisieserie) – Zack Bennett (afl. Trust, 1995)
- Double Jeopardy (televisiefilm, 1996) – John Dubroski
- She Woke Up Pregnant (televisiefilm, 1996) – Dr. Roger Nolton
- Breach of Faith: Family of Cops II (televisiefilm, 1997) – Ben Fein
- Stranger in My Home (televisiefilm, 1997) – Ned Covington
- The Little Unicorn (1998) – Tiny
- Diagnosis Murder (televisieserie) – Det. Reggie Ackroyd (afl. The Last Resort, 1998)
- The Prophet's Game (1999) – Walter Motter
- Family of Cops III: Under Suspicion (televisiefilm, 1999) – Ben Fein (tevens de laatste film van Charles Bronson{†} ).
- BitterSweet (video, 1999) – Carl Peckato
- Twice in a Lifetime (televisieserie) – Rol onbekend (afl. Blood Brothers, 1999)
- Walker, Texas Ranger (televisieserie) – Sonny Tantero (afl. Suspicious Minds, 1999)
- The Sopranos (televisieserie) – Vic Musto (afl. The Knight in White Satin Armor, 2000|Bust-Out, 2000)
- Chicken Soup for the Soul (televisieserie) – David (afl. The Surprise, 2000)
- Jack of Hearts (2000) – Arden Cook
- The Red Phone: Manhunt (televisiefilm, 2001) – Jack Darrow
- Scope (televisieserie) – Presentator (2001)
- Two Against Time (televisiefilm, 2002) – George Tomich
- Boomtown (televisieserie) – Les Van Buren (afl. Insured by Smith & Wesson, 2002)
- The Red Phone: Checkmate (televisiefilm, 2003) – Darrow
- 7th Heaven (televisieserie) – Nick (afl. Baggage, 2003)
- Jane Doe: Vanishing Act (televisiefilm, 2005) – Agent Frank Darnell
- Jane Doe: Now You See It, Now You Don't (televisiefilm, 2005) – Frank Darnell
- Jane Doe: Til Death Do Us Part (televisiefilm, 2005) – Frank Darnell
- Jane Doe: The Wrong Face (televisiefilm, 2005) – Frank Darnell
- Threshold (televisieserie) – Robert Sprague (afl. Shock, 2005)
- Jane Doe: Yes, I Remember It Well (televisiefilm, 2006) – Frank Darnell
- Jane Doe: The Harder They Fall (televisiefilm, 2006) – Frank Darnell
- Jane Doe: Shaken & Stirred (televisiefilm, 2007) – Frank Darnell
- Jane Doe: Mind Games (televisiefilm, 2007) – Frank Darnell
- Jane Doe: Eye of the Beholder (televisiefilm, 2007) – Frank Darnell
- Jane Doe: The Ties that bind (televisiefilm, 2007) – Frank Darnell